# 国道51号

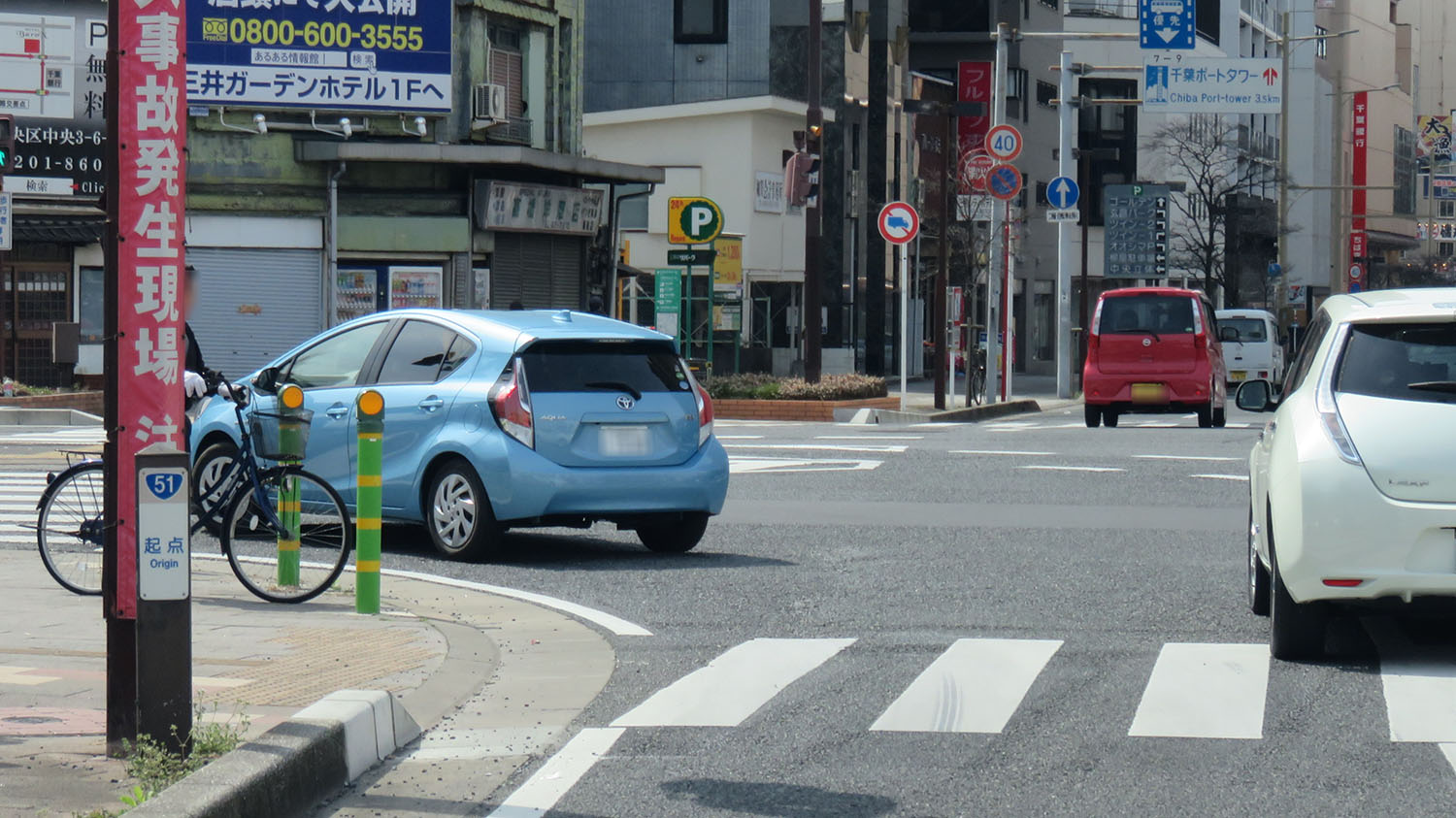
起点ポスト
千葉県千葉市中央区広小路交差点

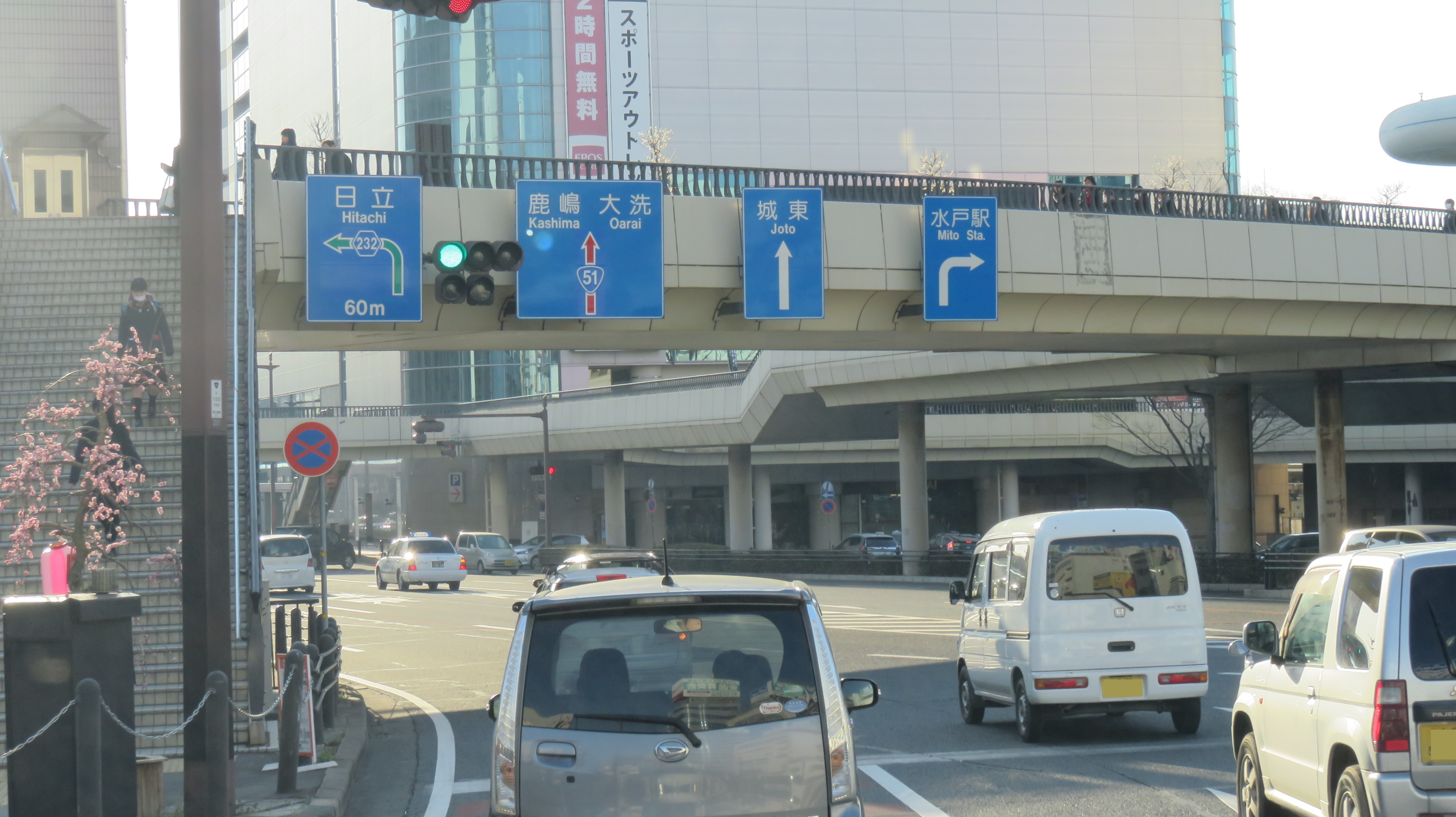
終点
茨城県水戸市水戸駅前交差点

国道51号（こくどう51ごう）は、千葉県千葉市中央区から茨城県水戸市に至る一般国道である。

## 概要

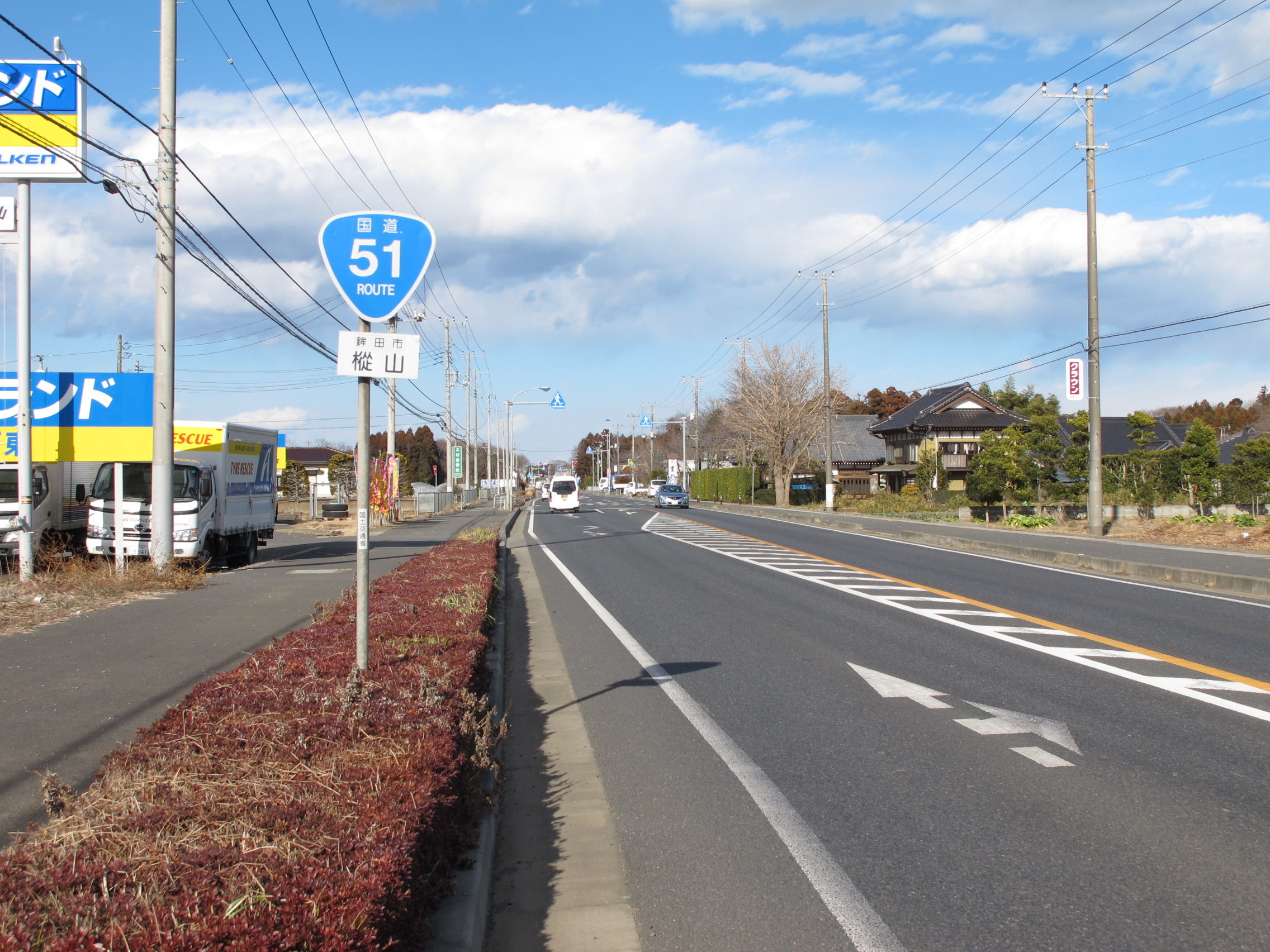
茨城県鉾田市樅山（2013年1月）

千葉県の県庁所在地で、東京湾岸に位置する千葉市中央区の国道14号終点（広小路交差点）から、同県北部の北総地域を横断して利根川を越えて、さらに茨城県の鹿島灘沿岸を北上して県庁所在地でもある水戸市の国道50号終点（水戸駅前）に至る延長約128 キロメートル (km) の一般国道の路線である。かつての佐倉街道や成田街道、佐原街道、飯沼街道を踏襲している。主な通過地は、千葉市若葉区、千葉県印旛郡酒々井町、成田市、香取市、茨城県潮来市、鹿嶋市、鉾田市、東茨城郡大洗町である。千葉市内に京葉道路の貝塚ICや国道16号に接続するバイパス道路があり、茨城県潮来市 - 鹿嶋市間の鹿嶋バイパスに並行する旧道の一部（神宮橋）がある。千葉県内では東関東自動車道水戸線と概ね並行するルートで、佐倉ICや大栄ICで接続しているほか、水戸市内で北関東自動車道の延長道路にあたる東水戸道路（国道6号）と水戸大洗ICで接続する。沿線に、成田空港、鹿島港、茨城港大洗港区があり、これら重要港をつなぐ路線でもある。

### 路線データ
一般国道の路線を指定する政令に基づく起終点および重要な経過地は次のとおり。
- 起点：千葉市（中央区、広小路交差点 ＝ 国道14号・国道128号終点、国道126号交点、千葉県道22号千葉八街横芝線起点）
- 終点：水戸市（水戸駅前交差点 ＝ 国道50号交点、国道124号終点、国道245号起点）
- 重要な経過地：四街道市、佐倉市、千葉県印旛郡酒々井町、成田市、同県香取郡大栄町[注釈 2]、佐原市[注釈 3]、茨城県稲敷郡東村[注釈 4]、同県行方郡牛堀町[注釈 5]、同県鹿島郡鹿島町[注釈 6]、同郡大洋村[注釈 6]
- 総延長 : 127.6 km（茨城県 73.9 km、千葉県 44.5 km、千葉市 9.2 km）[2][注釈 7]
- 重用延長 : なし[2][注釈 7]
- 未供用延長 : なし[2][注釈 7]
- 実延長 : 127.6 km（茨城県 73.9 km、千葉県 44.5 km、千葉市 9.2 km）[2][注釈 7]
  - 現道 : 125.9 km（茨城県 72.2 km、千葉県 44.5 km、千葉市 9.2 km）[2][注釈 7]
  - 旧道 : 0.6 km（茨城県 0.6 km、千葉県 - km、千葉市 - km）[2][注釈 7]
  - 新道 : 0.8 km（茨城県 0.8 km、千葉県 - km、千葉市 - km）[2][注釈 7]
- 指定区間：千葉市中央区中央1丁目6番10 - 水戸市三の丸1丁目12番（全線）[3]
- 車線数：北千葉バイパス、酒々井バイパス、成田市内、佐原バイパス - 東バイパス、夏海バイパス - 大洗バイパス - 東水戸道路水戸大洗IC間と水戸市街の東桜川 - 柳堤橋間が合計4車線、鉾田市内にはゆずり車線が上下線に各2箇所設定されている以外は片側1車線である。

## 歴史
- 1953年（昭和28年）5月18日 - 二級国道123号千葉水戸線（千葉県千葉市 - 茨城県水戸市）に指定される。
- 1963年（昭和38年）4月1日 - 二級国道123号を昇格し、一級国道51号（千葉県千葉市 - 茨城県水戸市）として再指定される。なお、改番に伴い123号は宇都宮市 - 水戸市の区間となる。
- 1965年（昭和40年）4月1日 - 道路法改正によって一級・二級の区別がなくなり、一般国道51号（千葉県千葉市 - 茨城県水戸市）となる。
- 1971年（昭和46年）2月24日 - 茨城県稲敷郡東村 - 行方郡牛堀町間の常陸利根川に架かる北利根橋を架け替え供用開始[4]。

## 路線状況

### 別名
- 佐倉街道（千葉佐倉道）：千葉市中央区（広小路交差点） - 佐倉市（神門（ごうど）交差点）
- 成田街道：印旛郡酒々井町 - 成田市（寺台IC）
- 佐原街道：成田市（寺台IC） - 香取市（水郷大橋）

いずれも千葉県道路愛称名による愛称。
- 飯沼街道（鹿嶋市 - 鉾田市 - 水戸市）

### バイパス

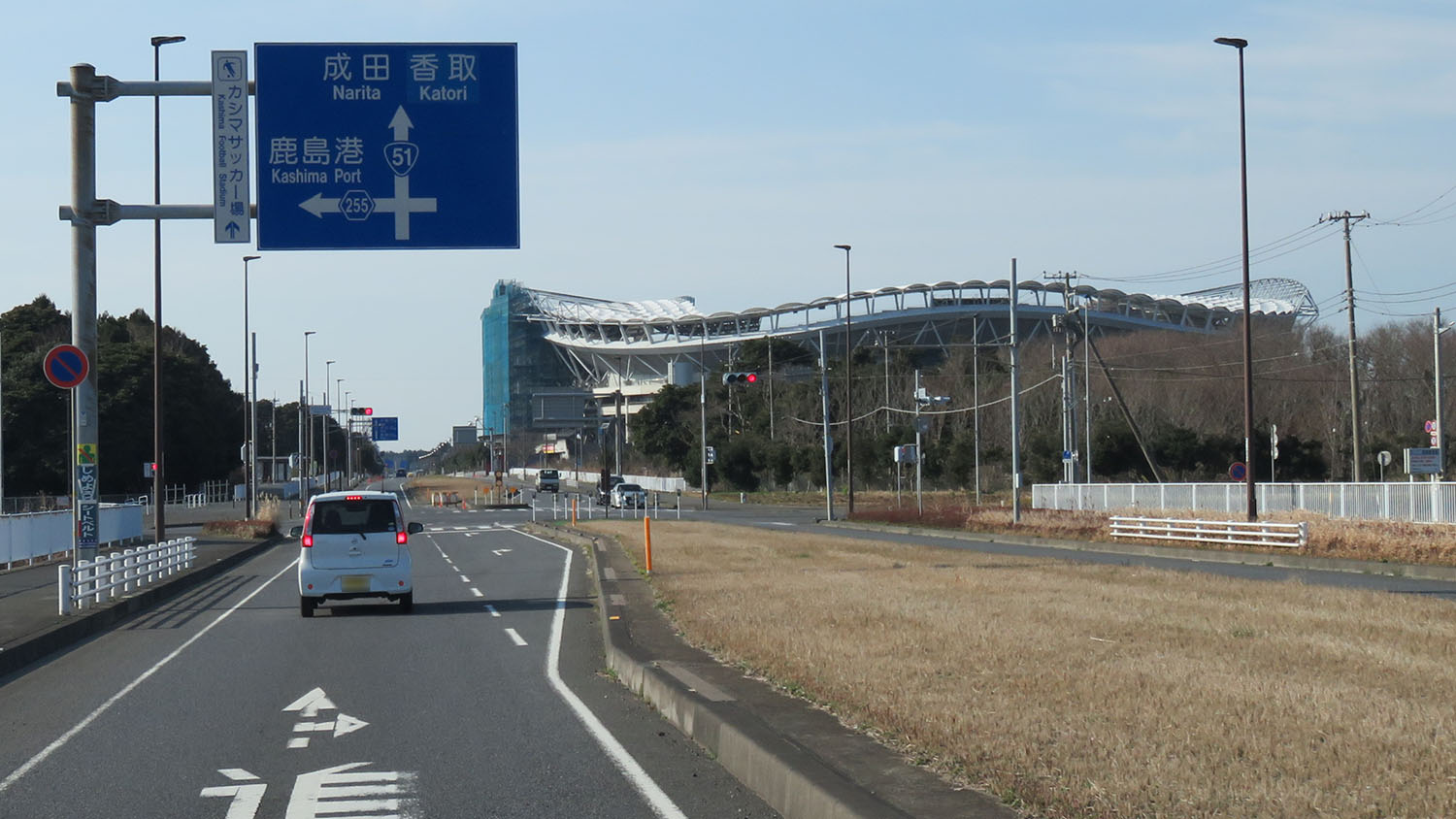
鹿嶋バイパス
カシマサッカースタジアム付近
茨城県鹿嶋市大字明石

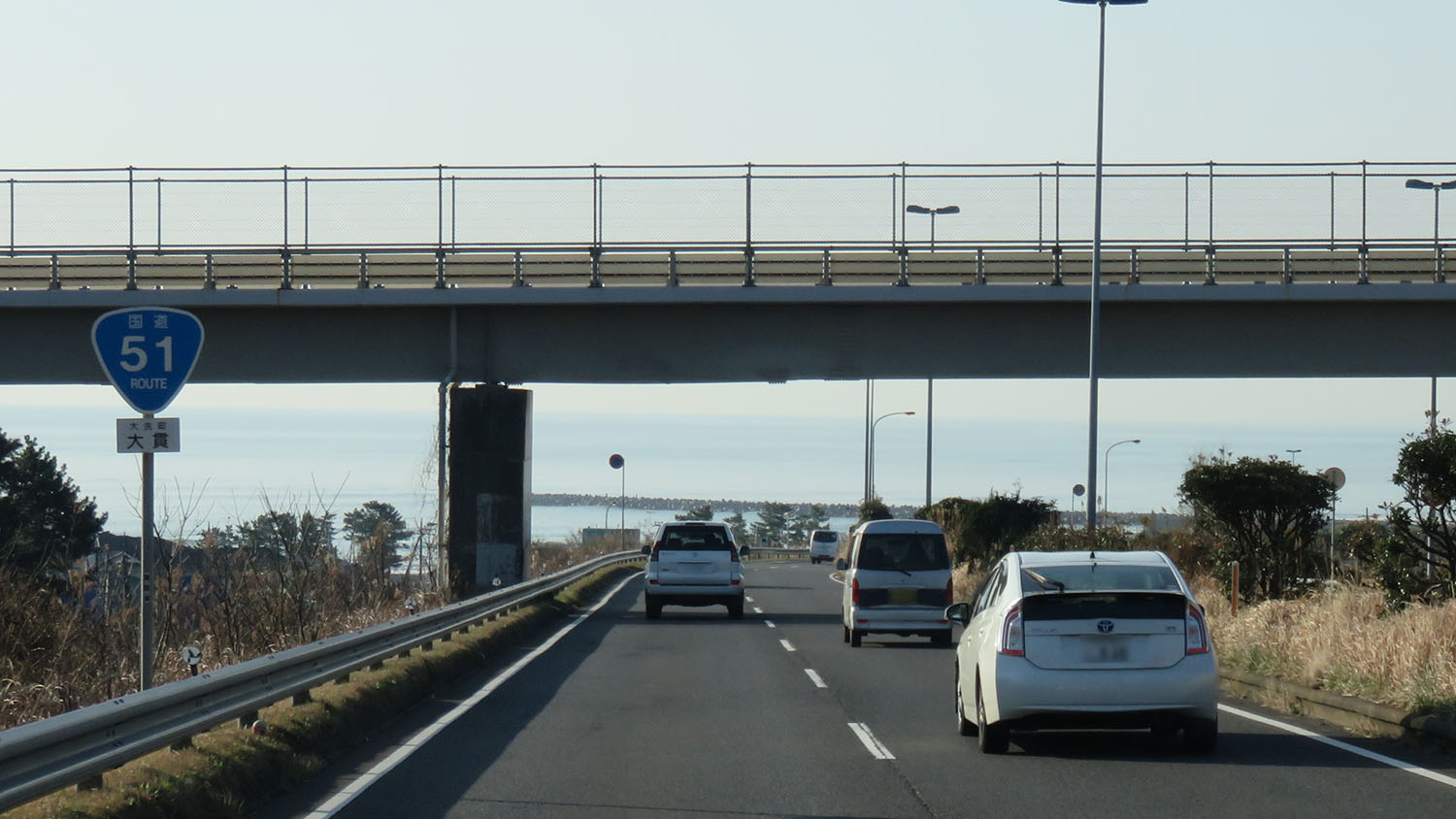
大洗バイパス
茨城県東茨城郡大洗町大貫町

- 北千葉バイパス（千葉県千葉市若葉区）（北千葉拡幅事業工事中）
- 酒々井バイパス（千葉県印旛郡酒々井町）
- 佐原バイパス（千葉県香取市）
- 東バイパス（茨城県稲敷市）
- 牛堀バイパス（茨城県潮来市）
- 潮来バイパス（茨城県潮来市）（一部事業中）
- 鹿嶋バイパス（茨城県潮来市 - 茨城県鹿嶋市）
- 夏海バイパス（茨城県東茨城郡大洗町）
- 大洗バイパス（茨城県東茨城郡大洗町 - 茨城県水戸市）

### 道路改良事業
- 千葉市 - 佐倉市（北千葉拡幅事業）

千葉市若葉区貝塚町 - 佐倉市馬渡 事業中。
- 成田市（成田拡幅事業）

成田市飯仲 - 成田市東金山 全計画5.8 kmのうち、4.6 kmが4車線で供用中である。
- 成田市（大栄拡幅事業）

成田市桜田 - 成田市所 事業中。
- 潮来市（潮来バイパス）

潮来市小泉 - 潮来市洲崎 事業中。

### 重複区間
- 国道125号（千葉県香取市佐原・国道356号交点 - 茨城県稲敷市西代・北田交差点）
- 国道355号（千葉県香取市佐原・国道356号交点 - 茨城県潮来市永山・永山交差点）
- 国道124号（茨城県鹿嶋市宮中 - 水戸市三の丸・水戸駅前交差点（終点））
- 国道245号（茨城県水戸市塩崎町・塩崎町交差点 - 水戸市三の丸・水戸駅前交差点（終点））

### 道路施設

#### 主要な橋梁
- 水郷大橋 - 利根川に架かる橋。利根川の取手より下流で最初に架けられた橋梁。
- 神宮橋、新神宮橋 - 北浦に架けられた最初の橋梁。
- 成田橋 - 成田バイパスの整備により根木名川に架けられた橋梁。

#### トンネル
- 十余三トンネル - 成田空港B滑走路のために初代のトンネルが造られたが、滑走路の北側延長により、2008年6月に延長428.8m、幅員9.5m×2連の2代目のトンネルとなった。

### 渋滞
- 大洗町成田 - 水戸市の東水戸道路水戸大洗IC間や鉾田市内では8月になると大洗町の海水浴場に向かう車で渋滞することが多い。
- 成田市内では、成田山新勝寺の参拝客による渋滞が1月に発生する。

## 地理

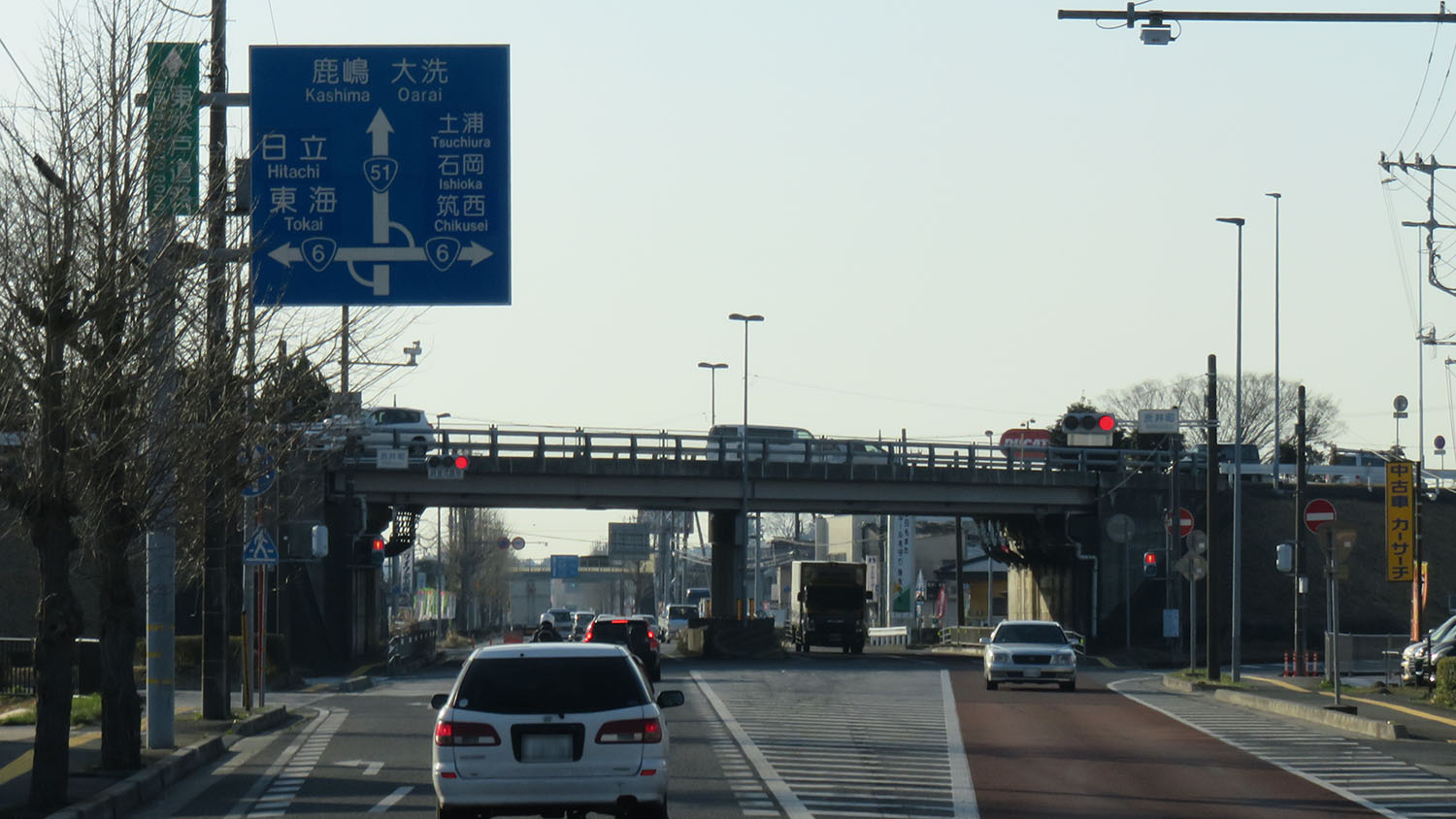
国道6号との交差
茨城県水戸市浜田２丁目

### 通過市町村
- 千葉県
  - 千葉市（中央区 - 若葉区） - 四街道市 - 佐倉市 - 印旛郡酒々井町 - 成田市 - 香取市
- 茨城県
  - 稲敷市 - 潮来市 - 鹿嶋市 - 鉾田市 - 東茨城郡大洗町 - 水戸市

### 交差する道路
千葉県
- 国道14号・国道126号（千葉市中央区・広小路交差点（起点））
- 千葉県道64号千葉臼井印西線（千葉市若葉区・四街道入口交差点）
- 国道16号（千葉市若葉区・貝塚交差点）
- 千葉県道66号浜野四街道長沼線（四街道市・吉岡十字路交差点）
- 千葉県道22号千葉八街横芝線（中央区・広小路交差点 - 佐倉市・坂戸交差点 重複区間）
- 千葉県道65号佐倉印西線・千葉県道277号神門八街線（佐倉市、神門交差点）
- E51東関東自動車道 - 佐倉IC（佐倉市、市道を介し接続）
- 千葉県道76号成東酒々井線（印旛郡酒々井町・上本佐倉交差点）
- 国道296号（印旛郡酒々井町・酒々井交差点）
- 国道409号（成田市・並木交差点）
- 国道464号（成田市・不動橋交差点）
- 千葉県道44号成田小見川鹿島港線（成田市・寺台交差点）
- 国道295号・国道408号（成田市・寺台インター交差点）
- 千葉県道115号久住停車場十余三線（成田市）
- 千葉県道79号横芝下総線（成田市・吉岡十字路交差点）
- 千葉県道110号郡停車場大須賀線（成田市・伊能交差点）
- E51東関東自動車道 - 大栄IC（成田市）
- 千葉県道113号佐原多古線（成田市・桜田権現前交差点）
- 東総有料道路（成田市・東総有料道路入口交差点）
- 国道356号（香取市岩ヶ崎）
- 国道356号（利根水郷ライン)・国道125号（香取市佐原、国道125、355号起点、しばし重複）
- 千葉県道2号水戸鉾田佐原線（香取市・水郷大橋南交差点）

　茨城県
- 茨城県道11号取手東線、茨城県道2号水戸鉾田佐原線（稲敷市・水郷大橋北交差点）
- 国道125号（稲敷市・北田交差点）
- 茨城県道5号竜ヶ崎潮来線（稲敷市北田交差点）
- 県道2号・県道5号（稲敷市・境島交差点、県道2号と5号は潮来市永山交差点まで重複）
- 国道355号・県道2号・県道5号（潮来市・永山交差点、分岐）
- 茨城県道185号繁昌潮来線・国道355号牛堀麻生バイパス（潮来市・山下交差点）
- 茨城県道189号大賀牛堀線（潮来市・八代小入口交差点）
- 茨城県道5号竜ヶ崎潮来線（潮来市・上戸交差点）
- 茨城県道50号水戸神栖線（潮来市・須賀交差点）
- 茨城県道5号竜ヶ崎潮来線（潮来市・曲松交差点）
- 茨城県道188号大賀延方線（潮来市・延方交差点）
- 茨城県道101号潮来佐原線・鹿嶋バイパス（潮来市・洲崎交差点）
- 茨城県道238号須賀北埠頭線・茨城県道242号鉾田鹿嶋線（鹿嶋市・大船津交差点）
- 茨城県道18号茨城鹿島線（鹿嶋市・厨台交差点）
- 茨城県道242号鉾田鹿嶋線（鹿嶋市・鹿嶋消防署南交差点）
- 国道124号（鹿嶋市・鹿嶋消防署南交差点 - 水戸市終点まで重複）
- 茨城県道186号荒井行方線（鹿嶋市・鹿嶋市役所大野出張所入口交差点）
- 国道354号（鉾田市・大洋総合支所入口交差点）
- 茨城県道182号大竹鉾田線（鉾田市・大竹交差点）
- 茨城県道2号水戸鉾田佐原線（鉾田市・樅山交差点 - 大洗サンビーチ入口交差点間重複）
- 茨城県道115号（鉾田市・旭総合支所入口交差点）
- 茨城県道16号大洗友部線・茨城県道2号水戸鉾田佐原線（東茨城郡大洗町・大洗サンビーチ入口交差点）
- 茨城県道106号（東茨城郡大洗町・大洗高校下交差点）
- 国道245号・茨城県道40号内原塩崎線（水戸市・塩崎交差点）
- E50東水戸道路 - 水戸大洗IC（水戸市）
- 国道6号（水戸市・渋井町交差点）
- 茨城県道174号・茨城県道253号（水戸市・東桜川交差点）
- 茨城県道179号（水戸市・東台一丁目交差点）
- 茨城県道180号（水戸市・柳町一丁目交差点）
- 国道50号・茨城県道50号水戸神栖線（水戸市・水戸駅前交差点（終点））

## ギャラリー

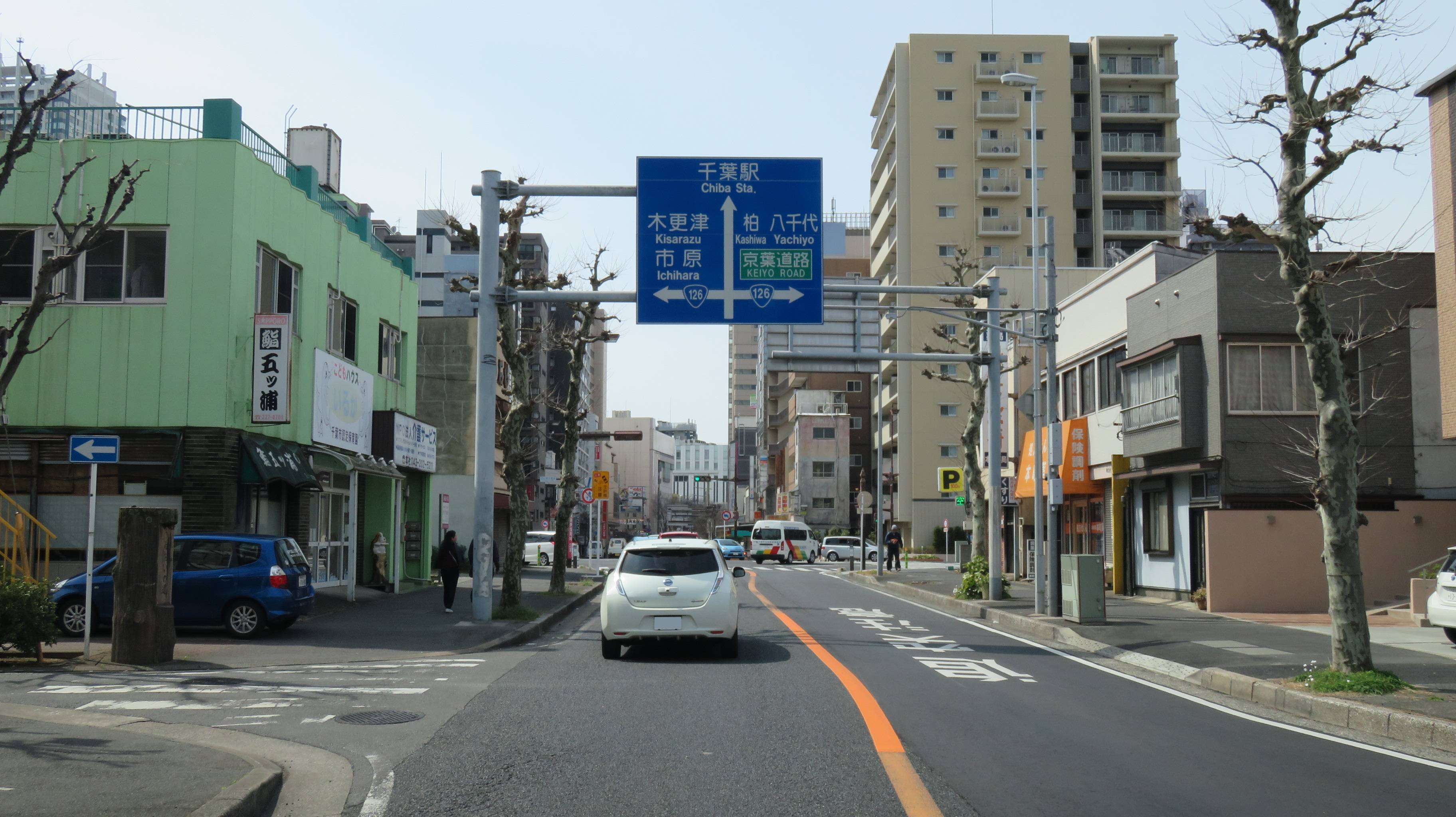
起点の広小路交差点 千葉県千葉市中央区
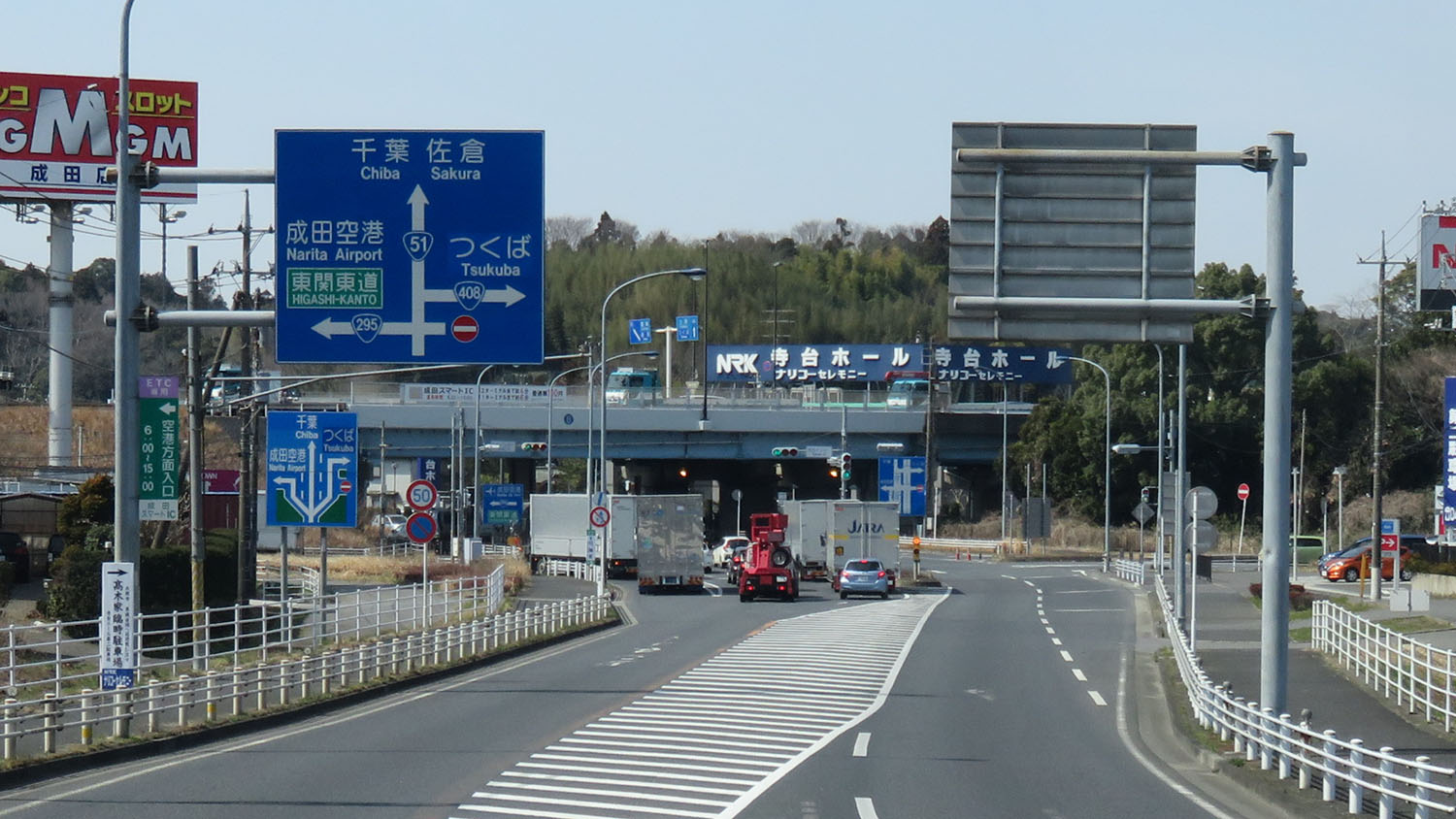
国道295号と 国道408号との交差 千葉県成田市山之作
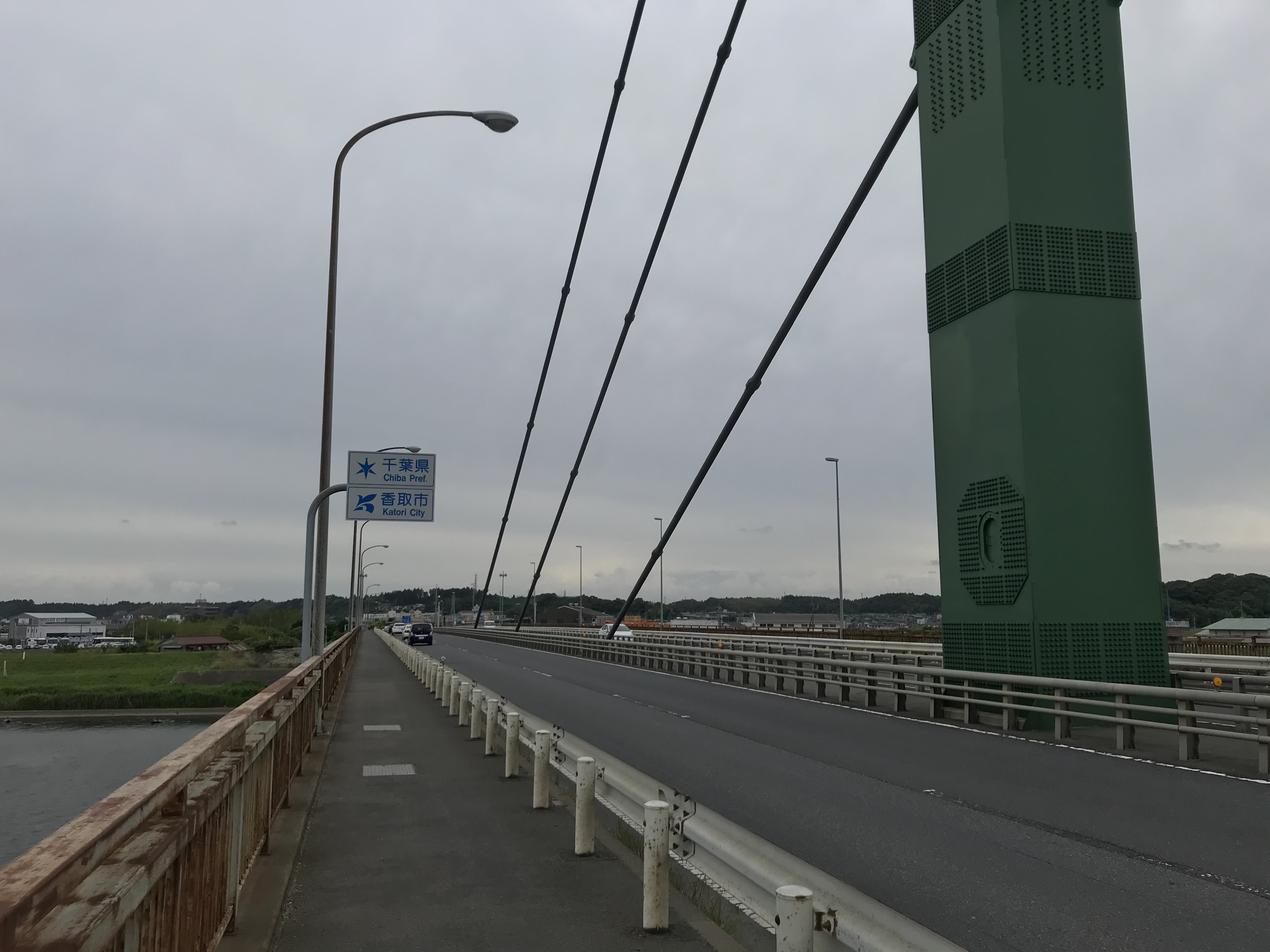
水郷大橋（茨城県側、2020年6月）
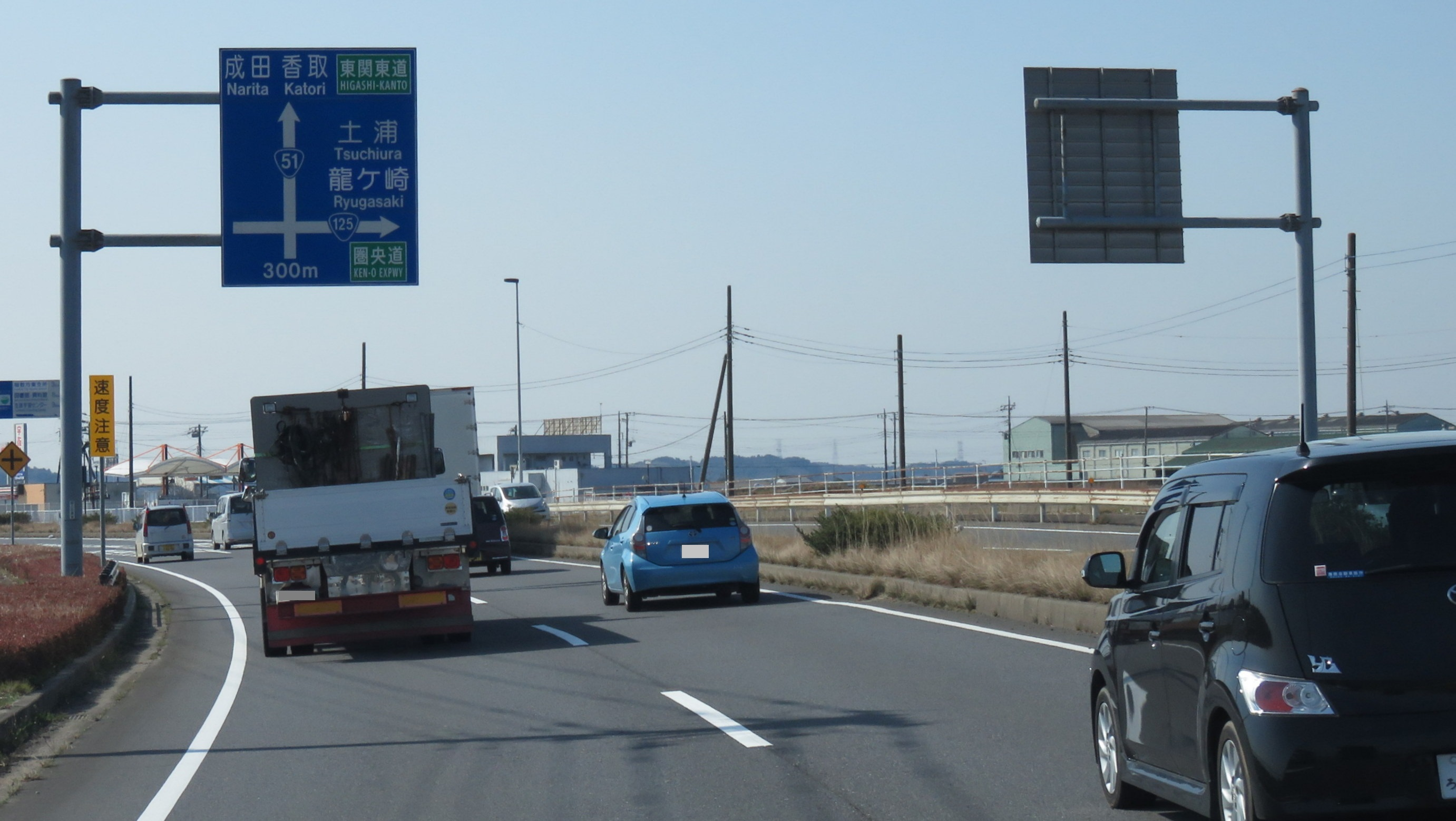
東バイパス 国道125号との分岐 茨城県稲敷市西代
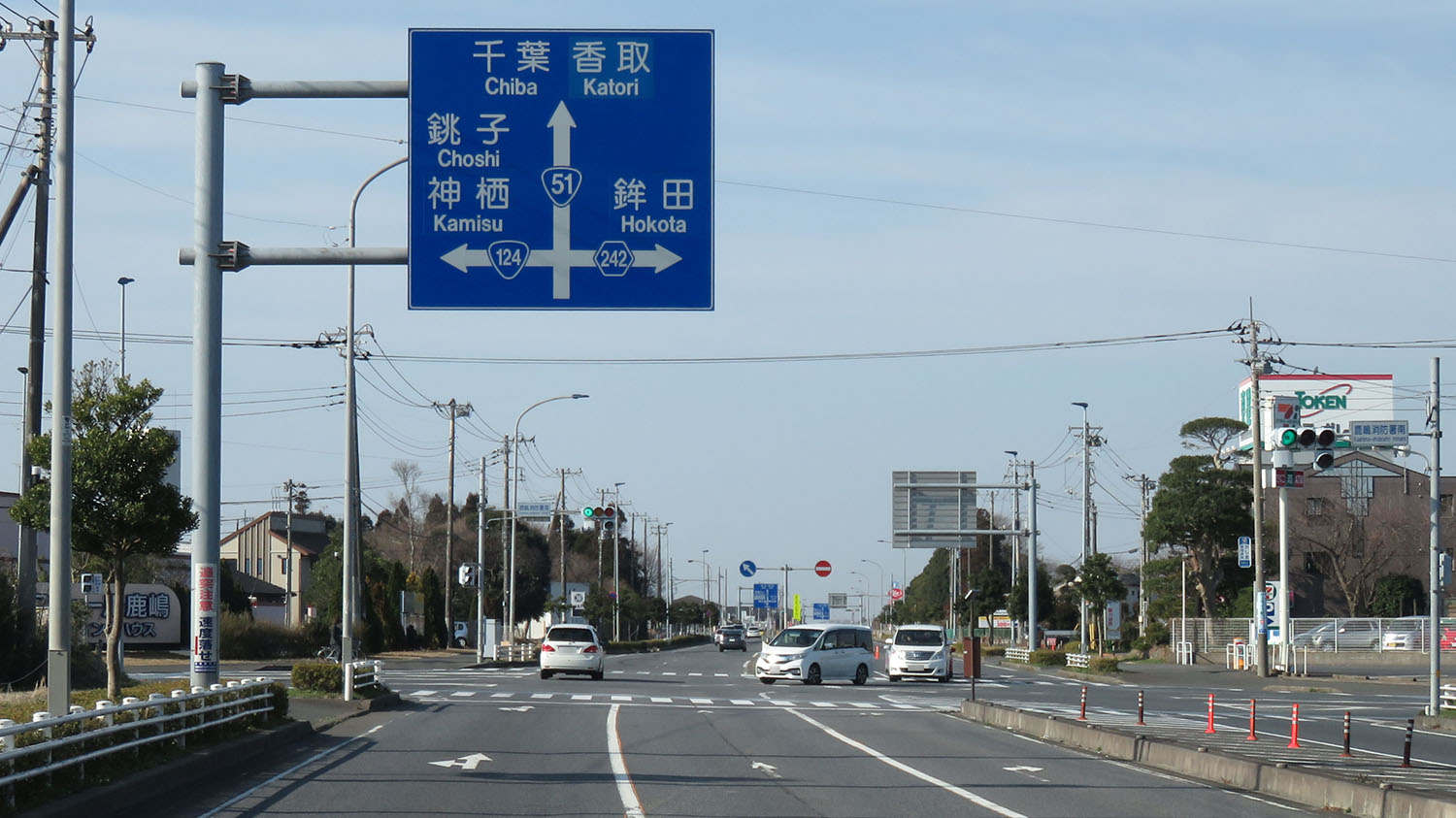
国道124号との分岐 茨城県鹿嶋市大字宮中
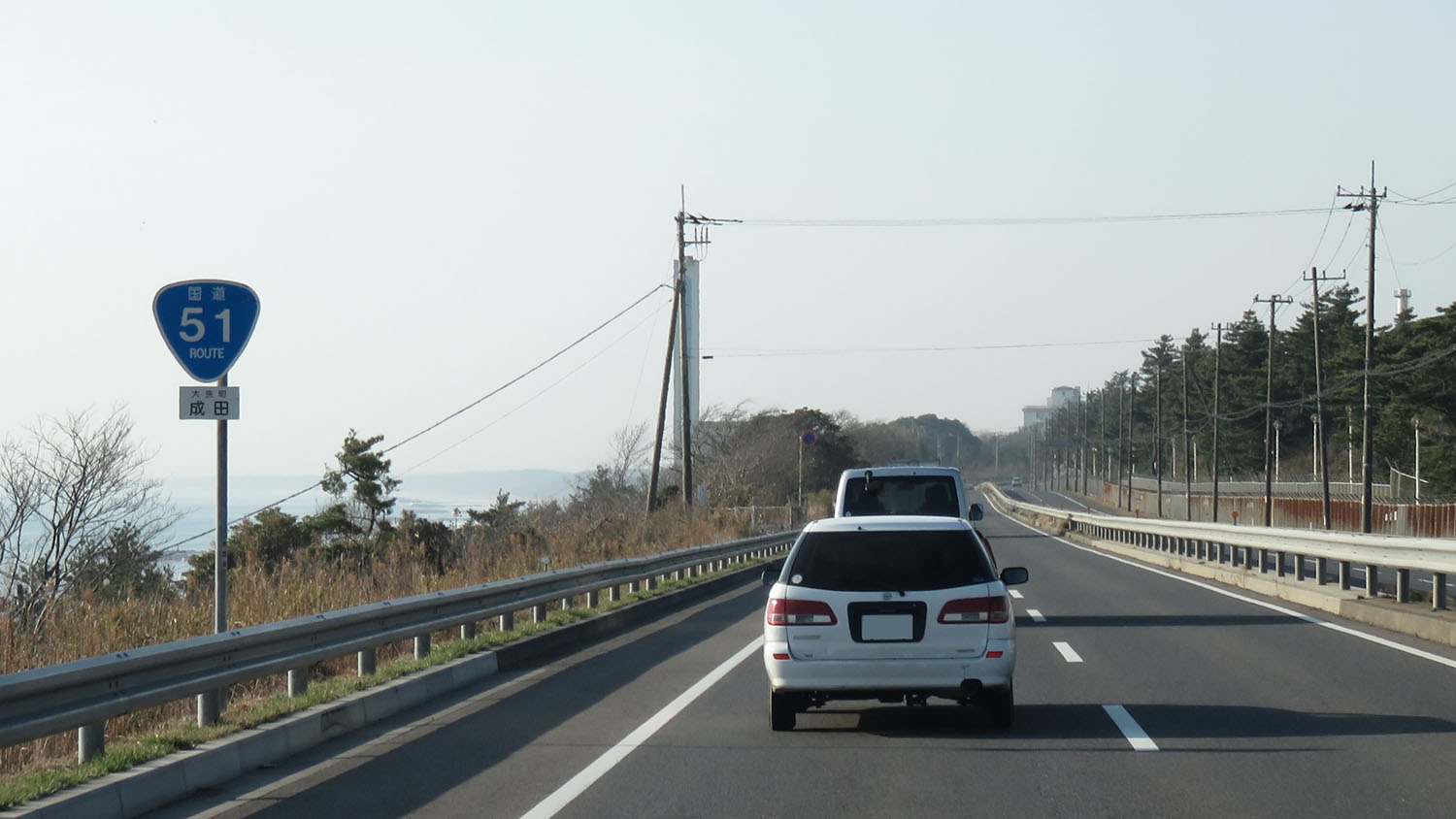
夏海バイパス 茨城県東茨城郡大洗町成田町